# Deutsche Gesellschaft für Geschichte der Nervenheilkunde
Ziel der Deutschen Gesellschaft für Geschichte der Nervenheilkunde (DGGN) ist die Erforschung und Beurteilung der Geschichte der Psychiatrie, Neurologie, Psychotherapie, Neurochirurgie, Neuroradiologie, Neuroanatomie und Neuropathologie, der Medizinischen Psychologie und aller anderen nervenheilkundlichen Fächer. Beteiligt sind daran historisch interessierte Mitglieder verschiedener Fachbereiche. Sie wurde 1989 gegründet und hat rund 150 Mitglieder. Präsident der Gesellschaft ist Axel Karenberg von der Universität Köln.
Die DGGN veranstaltet wissenschaftliche Kongresse und bringt in ihrer Schriftenreihe einmal jährlich eine Publikation heraus. Der Verein gibt die Zeitschrift „Nervenheilkunde“ heraus. Der Verein ist Mitglied der Arbeitsgemeinschaft der Wissenschaftlichen Medizinischen Fachgesellschaften.